# SRY
O gene SRY (do inglês sex-determining region Y) é a região do cromossomo Y que determina o desenvolvimento dos genitais masculinos nos mamíferos térios (marsupiais e placentários).

## Alterações genéticas
Mutações nesse gene são a causa de diversos de distúrbios relacionados ao desenvolvimento dos genitais e das características sexuais masculinas como:
- Síndrome de insensibilidade a andrógenos: pode ser causada por defeito na parte desse gene responsável pelos receptores de andrógenos (como a testosterona). Se nenhum receptor a andrógenos funciona uma pessoa com XY terá a aparência e genitais femininos.[4]
- Síndrome do homem XX: Quando o SRY foi translocado para o cromossomo X ou foi deletado ou está defeituoso no cromossomo Y. Se o SRY está ausente a síndrome foi causada pelos outros genes que também regulam o desenvolvimento sexual.
- Síndrome da mulher XY: Quando SRY está ausente ou defeituoso no cromossomo Y. Quando o SRY está intacto pode ser causado por factores de inibição da expressão desse gene.

## Determinação sexual
O SRY não é o único gene responsável pela Determinação sexual cromossômica em mamíferos, outros genes produzem proteínas que regulam seu funcionamento como o Factor esteroidogênico 1 (SF1), o fator de transcrição da proteína de especificidade 1 e a proteína do tumor de Wilms 1 (WT1). 

## Patologias
O SRY também foi associado ao fato de que os homens são mais propensos do que as mulheres a desenvolver doenças relacionadas a produção de dopamina como esquizofrenia e doença de Parkinson. O SRY codifica uma proteína que controlam a concentração de dopamina, o neurotransmissor que transporta sinais do cérebro que controlam o movimento, a coordenação motora e o prazer.

## Leitura de apoio
- Haqq CM, King CY, Ukiyama E;  et al. (1995). «Molecular basis of mammalian sexual determination: activation of Müllerian inhibiting substance gene expression by SRY.». Science. 266 (5190): 1494–500. PMID 7985018. doi:10.1126/science.7985018
- Goodfellow PN, Lovell-Badge R (1994). «SRY and sex determination in mammals.». Annu. Rev. Genet. 27: 71–92. PMID 8122913. doi:10.1146/annurev.ge.27.120193.000443
- Hawkins JR (1994). «Mutational analysis of SRY in XY females.». Hum. Mutat. 2 (5): 347–50. PMID 8257986. doi:10.1002/humu.1380020504
- Harley VR (2002). «The molecular action of testis-determining factors SRY and SOX9.». Novartis Found. Symp. 244: 57–66; discussion 66–7, 79–85, 253–7. PMID 11990798. doi:10.1002/0470868732.ch6
- Jordan BK, Vilain E (2003). «Sry and the genetics of sex determination.». Adv. Exp. Med. Biol. 511: 1–13; discussion 13–4. PMID 12575752
- Oh HJ, Lau YF (2006). «KRAB: a partner for SRY action on chromatin.». Mol. Cell. Endocrinol. 247 (1-2): 47–52. PMID 16414182. doi:10.1016/j.mce.2005.12.011
- Polanco JC, Koopman P (2007). «Sry and the hesitant beginnings of male development.». Dev. Biol. 302 (1): 13–24. PMID 16996051. doi:10.1016/j.ydbio.2006.08.049
- Hawkins JR, Taylor A, Berta P;  et al. (1992). «Mutational analysis of SRY: nonsense and missense mutations in XY sex reversal.». Hum. Genet. 88 (4): 471–4. PMID 1339396. doi:10.1007/BF00215684
- Hawkins JR, Taylor A, Goodfellow PN;  et al. (1992). «Evidence for increased prevalence of SRY mutations in XY females with complete rather than partial gonadal dysgenesis.». Am. J. Hum. Genet. 51 (5): 979–84. PMC 1682856. PMID 1415266
- Ferrari S, Harley VR, Pontiggia A;  et al. (1992). «SRY, like HMG1, recognizes sharp angles in DNA.». EMBO J. 11 (12): 4497–506. PMC 557025. PMID 1425584
- Jäger RJ, Harley VR, Pfeiffer RA;  et al. (1993). «A familial mutation in the testis-determining gene SRY shared by both sexes.». Hum. Genet. 90 (4): 350–5. PMID 1483689
- Vilain E, McElreavey K, Jaubert F;  et al. (1992). «Familial case with sequence variant in the testis-determining region associated with two sex phenotypes.». Am. J. Hum. Genet. 50 (5): 1008–11. PMC 1682588. PMID 1570829
- Müller J, Schwartz M, Skakkebaek NE (1992). «Analysis of the sex-determining region of the Y chromosome (SRY) in sex reversed patients: point-mutation in SRY causing sex-reversion in a 46,XY female.». J. Clin. Endocrinol. Metab. 75 (1): 331–3. PMID 1619028. doi:10.1210/jc.75.1.331
- McElreavey KD, Vilain E, Boucekkine C;  et al. (1992). «XY sex reversal associated with a nonsense mutation in SRY.». Genomics. 13 (3): 838–40. PMID 1639410. doi:10.1016/0888-7543(92)90164-N
- Sinclair AH, Berta P, Palmer MS;  et al. (1990). «A gene from the human sex-determining region encodes a protein with homology to a conserved DNA-binding motif.». Nature. 346 (6281): 240–4. PMID 1695712. doi:10.1038/346240a0
- Berkovitz GD, Fechner PY, Zacur HW;  et al. (1991). «Clinical and pathologic spectrum of 46,XY gonadal dysgenesis: its relevance to the understanding of sex differentiation.». Medicine (Baltimore). 70 (6): 375–83. PMID 1956279
- Berta P, Hawkins JR, Sinclair AH;  et al. (1991). «Genetic evidence equating SRY and the testis-determining factor.». Nature. 348 (6300): 448–50. PMID 2247149. doi:10.1038/348448A0
- Jäger RJ, Anvret M, Hall K, Scherer G (1991). «A human XY female with a frame shift mutation in the candidate testis-determining gene SRY.». Nature. 348 (6300): 452–4. PMID 2247151. doi:10.1038/348452a0
- Ellis NA, Goodfellow PJ, Pym B;  et al. (1989). «The pseudoautosomal boundary in man is defined by an Alu repeat sequence inserted on the Y chromosome.». Nature. 337 (6202): 81–4. PMID 2909893. doi:10.1038/337081a0
- Whitfield LS, Hawkins TL, Goodfellow PN, Sulston J (1995). «41 kilobases of analyzed sequence from the pseudoautosomal and sex-determining regions of the short arm of the human Y chromosome.». Genomics. 27 (2): 306–11. PMID 7557997. doi:10.1006/geno.1995.1047